# Törvény (jogszabály)
A törvény mint jogi fogalom a jogszabályok hierarchiájában az alkotmány után a legfőbb jogszabályt jelenti, amelyet csak az adott állam törvényhozása alkothat meg, módosíthat vagy helyezhet hatályon kívül. A népnyelv „törvény” alatt esetenként a jog egészét, bármelyik jogszabályt illetve a bíróságot is érti.

## Magyarországon

### Az Alaptörvény
A jogszabályok hierarchiájában legfelül áll az alaptörvény, amely írott alkotmány esetén olyan törvény, amellyel más törvény egyetlen rendelkezése sem lehet ellentétes. Az Alkotmánybíróság hivatott annak eldöntésére, hogy egy konkrét törvényi rendelkezés ellentétes-e az alaptörvénnyel. Magyarország alaptörvényének elnevezése 2011. december 31-ig „Alkotmány”, 2012. január 1-jétől „Alaptörvény”.

### Sarkalatos törvények
Magyarországon, a rendszerváltás után tételesen meghatározták azokat tárgyköröket, amelyekben az Országgyűlés csak kétharmados többséggel alkothat, módosíthat vagy helyezhet hatályon kívül törvényt. Ezeket más szóval alkotmányerejű törvényeknek vagy kétharmados törvényeknek nevezzük. (például médiatörvény). Politikai értelemben a sarkalatos törvények azt igénylik – feltételezve, hogy a kormánypártoknak nincs kétharmados többségük az Országgyűlésben –, hogy a törvényalkotáshoz a kormánypártoknak meg kell szerezniük az ellenzék egyetértését, támogatását is.

### A törvénykönyvek
A törvénykönyvek vagy kódexek nem feltétlenül kétharmados törvények, elnevezésüket főleg az adott jogágat, jogterületet átfogó szabályozásuk miatt érdemlik meg. A törvénykönyvek ennek megfelelően nagyobb terjedelműek az átlagos törvényeknél (innen a nevük). A legfontosabbak a Polgári törvénykönyv (Ptk.), amely a polgári jog, a Büntető törvénykönyv (Btk.) (elődje a Csemegi-kódex), amely a büntetőjog szabályait öleli fel, de számos más jogszabályt is így neveznek (például A munka törvénykönyve, devizakódex stb.).

### Törvények és rendeletek
A törvényeket a törvényhozó hatalom (általában egy- vagy kétkamarás parlament) fogadja el. A Magyar Köztársaságban törvényalkotásra kizárólag az Országgyűlés jogosult. A jogalkotásról szóló 1987. évi XI. törvény egyéb szerveket (Kormány, miniszterek stb.) csak rendelet alkotására jogosítja fel. Korábban a Magyar Népköztársaság Elnöki Tanácsa jogkörébe tartozott – az Alkotmány kivételével – bármely törvény módosítása törvényerejű rendelet formájában. Ilyen jogkört a Magyar Köztársaságban az Országgyűlésen kívül egyetlen más szerv sem gyakorolhat. A köztársasági elnök jogkörébe tartozik az elfogadott törvény visszaküldése illetve az Alkotmánybírósághoz való továbbítása kihirdetés előtt.

### Emléktörvények
Az emléktörvény valamely személy vagy esemény emlékét örökíti meg, ünnepélyes formában. Az ilyen törvény – értelemszerűen – szankciót nem tartalmaz.

### Jelzésük
Jelzésük ma csupán kihirdetési évüket, éven belüli számukat és címüket tartalmazza, például 2013. évi V. törvény a Polgári törvénykönyvről. Az Alaptörvény jelzése csak a címet és a kihirdetés napját tartalmazza (vagyis hivatalosan Magyarország Alaptörvénye (2011. április 25.)).